# أحمد المهيزع
أحمد المهيزع لاعب كرة قدم بحريني يلعب حاليا لصالح نادي الدرجة الأولى النجمة البحريني في مركز المهاجم.